# 鈴木良平
鈴木 良平（すずき りょうへい　1949年6月12日 - ）はサッカー指導者、解説者。ドイツサッカー協会(DFB)の公認S級ライセンスを取得している。

## プロフィール
東海大学卒業後、1973年に西ドイツ（当時）のボルシア・メンヒェングラートバッハへ留学し、名将ヘネス・ヴァイスヴァイラー監督の下でコーチ修業。また同時にケルン体育大学にも通い、S級ライセンスを取得した。
1975年10月に帰国して三菱養和に所属し、サッカー日本ユース代表監督などを務めたのち、1984-85年シーズンには西ドイツ・ドイツ・ブンデスリーガ1部のアルミニア・ビーレフェルトのヘッドコーチ兼ユース監督を35歳という若さで務めたが、チーム事情の関係もあり、年間順位16位となって翌年の2部リーグ落ちさせてしまった。
1986年、日本女子代表（現・なでしこジャパン）では初の専任監督に就任。合宿や海外遠征の費用を工面しインドネシア、イタリア遠征を実現させるなどの強化に取り組み、とくに1986年12月に香港で開催された第6回AFC女子選手権（現・女子アジアカップ）では2位という好成績を収めた。当時、男子代表でも採用されていなかったフラット4を日本代表として最初に採用（このため、DF経験のなかった野田朱美をコンバートした）したのは彼である。
1989年、L・リーグの日興證券ドリームレディース監督に就任。1998年にはJリーグ・アビスパ福岡でコーチを務めたが年間順位最下位に終わり、シーズン後に行われたJ1参入決定戦では初戦に（旧）JFL所属の川崎フロンターレ戦で薄氷の勝利を収める（J1参入決定予備戦）など、かろうじてJ1残留を遂げた。
2006-07シーズンまでJ SPORTSでブンデスリーガの解説を担当。実況の谷口広明からは「ミスター・ブンデスリーガ」と紹介されていた。2008年現在は、スカパー!でUEFAチャンピオンズリーグの解説（ブンデスリーガ所属チームの対戦時）を担当している。
日刊ゲンダイにサッカーコラムを寄稿し、2010 FIFAワールドカップ前には一貫して岡田武史監督の解任を訴えた。2015年、2015 FIFA女子ワールドカップの決勝戦でアメリカと戦った試合に対して、『日刊ゲンダイ』の記事において佐々木則夫監督の作戦を「不可解」で「目を疑う」と辛辣に批判し、監督としての力量に疑問を投げかけた。そして、日本代表の戦いぶりに対しては「これが欧州リーグだったら、試合後の記者会見で佐々木監督は厳しい質問にさらされ、火だるまになることだろう」と厳しい評価を下した。

## 出演番組
TV番組
- UEFAチャンピオンズリーグ（スカパー!）解説
- Foot!（J SPORTS）不定期ゲスト 特にドイツのサッカーについての特集で準レギュラーとして出演

Youtube
- サッカーキングチャンネル ニッチでロックな木曜ブンデス 2020年10月1日 - 2023年6月22日 (2020年に下田恒幸と共に木曜に配信企画として成立、それ以前も単発企画として参加。)[3]